# Чамбареличі
Чамбареличі (хорв. Čambarelići) — населений пункт у Хорватії, в Істрійській жупанії у складі громади Кршан.

## Населення
Населення за даними перепису 2011 року становило 154 осіб.
Динаміка чисельності населення поселення:

## Клімат
Середня річна температура становить 13,53 °C, середня максимальна – 27,58 °C, а середня мінімальна – -1,24 °C. Середня річна кількість опадів – 1039 мм.
| Клімат поселення                              | Клімат поселення | Клімат поселення | Клімат поселення | Клімат поселення | Клімат поселення | Клімат поселення | Клімат поселення | Клімат поселення | Клімат поселення | Клімат поселення | Клімат поселення | Клімат поселення | Клімат поселення |
| Показник                                      | Січ.             | Лют.             | Бер.             | Квіт.            | Трав.            | Черв.            | Лип.             | Серп.            | Вер.             | Жовт.            | Лист.            | Груд.            |                  |
| Середній максимум, °C                         | 9,78             | 11,16            | 14,22            | 17,52            | 22,54            | 26,74            | 27,58            | 27,09            | 22,42            | 17,78            | 12,74            | 9,41             |                  |
| Середня температура, °C                       | 4,27             | 5,65             | 8,73             | 12,01            | 17,04            | 21,23            | 23,65            | 23,16            | 18,50            | 13,86            | 8,81             | 5,48             |                  |
| Середній мінімум, °C                          | −1,24            | 0,14             | 3,22             | 6,51             | 11,51            | 15,73            | 19,73            | 19,24            | 14,57            | 9,93             | 4,88             | 1,56             |                  |
| Норма опадів, мм                              | 83               | 66               | 75               | 80               | 70               | 81               | 55               | 80               | 98               | 125              | 125              | 101              |                  |
| Середньомісячна швидкість вітру, м/с          | 2.21             | 2.46             | 2.58             | 2.52             | 2.28             | 2.18             | 2.18             | 2.15             | 2.16             | 2.32             | 2.48             | 2.38             |                  |
| Середньомісячна сонячна радіація, кДж/м²·день | 4462             | 7307             | 10608            | 15110            | 19355            | 21081            | 21933            | 19207            | 14063            | 9056             | 4934             | 3766             |                  |
| --------------------------------------------- | ---------------- | ---------------- | ---------------- | ---------------- | ---------------- | ---------------- | ---------------- | ---------------- | ---------------- | ---------------- | ---------------- | ---------------- | ---------------- |
| Джерело:                                      |                  |                  |                  |                  |                  |                  |                  |                  |                  |                  |                  |                  |                  |